# غابي غينتايل
غابي غينتايل (بالإنجليزية: Gabe Gentile)‏ هو لاعب كرة قدم ومدرب كرة قدم أمريكي، ولد في 30 أبريل 1972 في دالاس في الولايات المتحدة. لعب مع نادي دالاس.